# Æthelgar
Æthelgar († 953) war Bischof von Crediton. Er wurde 934 zum Bischof geweiht und trat sein Amt in diesem Zeitraum an. Er starb 953.